# Angela Voigtová
Angela Voigtová, rozená Schmalfeldová (18. května 1951 Weferlingen, Sasko-Anhaltsko – 11. dubna 2013) byla východoněmecká atletka, olympijská vítězka ve skoku do dálky.
Původně se věnovala víceboji, kvůli zranění se však začala specializovat na dálku. V roce 1974 získala na halovém mistrovství Evropy v Göteborgu stříbrnou medaili (656 cm). V témže roce skončila čtvrtá na mistrovství Evropy v Římě, kde mj. získala stříbro Eva Šuranová.
Dne 9. května 1976 v Drážďanech vytvořila výkonem 692 cm nový světový rekord, když tehdejší světové maximum Heide Rosendahlové z roku 1970 vylepšila o 8 centimetrů. Její výkon však na prvním místě dlouhodobých tabulek zůstal jen několik dní. 19. května opět v Drážďanech posunula hodnotu světového rekordu její krajanka Siegrun Sieglová, která skočila do vzdálenosti 699 cm. Největší úspěch své kariéry si připsala na Letních olympijských hrách v Montrealu, kde v první sérii skočila do vzdálenosti 672 cm a vybojovala olympijské zlato. Sieglová skončila čtvrtá. O dva roky později vybojovala na strahovském stadionu Evžena Rošického v Praze stříbrnou medaili, na dvanáctém ročníku ME v atletice. Z bronzu se tehdy radovala Jarmila Nygrýnová.

## Osobní rekordy
- hala – 676 cm – 25. ledna 1976, Berlín
- venku – 692 cm – 9. května 1976, Drážďany